# Melissa S. Cline
Melissa Suzanne Cline es una bióloga estadounidense. Está en la facultad del Departamento de Biología Molecular, Celular y del Desarrollo en la Universidad de California en Santa Cruz. Entre junio de 2001 y diciembre de 2004, trabajó como científica del personal de Affymetrix, Inc. en Emeryville, California, donde participó en el desarrollo de ANOSVA, «un método estadístico para detectar el empalme alternativo a partir de datos de expresión», durante el cual «analizó los efectos del empalme alternativo en las proteínas transmembrana y regiones del péptido señal». Según un informe de Thomson Reuters, Cline fue una de las científicas más influyentes del mundo durante el 2014.